# Abhaško-gruzijska granica
Granica između Abhazije i Gruzija je sporna granica između Gruzije i samoproglašene Republike Abhazije. Proteže se od tromeđe s Rusijom na sjeveru do obale Crnog mora na jugu. Abhazija i one države koje priznaju njezinu neovisnost granicu smatraju međunarodnom granicom koja razdvaja dvije neovisne države, dok je gruzijska vlada i većina drugih zemalja naziva "administrativnom graničnom linijom" unutar gruzijskog teritorija.

## Opis
Granica započinje na sjeveru na tromeđi s Rusijom na Kavkazu, a nastavlja se kopnom otprilike u smjeru jugozapada, uz planine Kharikhra, Moguashirkha i Akiba. U južnim dijelovima teče uz rijeku Enguri, te završava na obali Crnog mora sjeverno od Anaklije.

## Povijest
Tijekom 19. stoljeća Kavkaz je bio poprištem sukobu velikih sila - Otomanskog Carstva na zalazu, Perzije i Rusije, koje se širila prema jugu. Izgradnja Gruzijske vojne ceste započela je 1799. godine, nakon Ugovora iz Georgievskog. Rusija je formalno anektirala istočno gruzijsko Kraljevstvo Kartlije i Kahetije 1801. godine, a zatim zapadnu gruzijsku kraljevinu Imeretiju 1804. godine, a Abhaziju je učinila svojim protektoratom 1810. Tijekom 1800-ih Rusi su pogurali svoju južnu granicu dalje prema jugu, na račun Perzijskog i Osmanskog carstva.
Gruzijski su teritoriji u početku bili organizirani u guberniju Gruziju, da bi se kasnije odvojili kao Gubernija Gruzija-Imeretija od 1840. do 1846., a na kraju su podijeljeni na gubernije Tiflis i Kutaisi. Sjeverna granica ovih teritorija otprilike odgovara modernoj granici između Gruzije i Rusije, tj. Proteže se uz kavkaski planinski lanac. Abhazija je nastala kao poluautonomna regija 1810. godine, s granicom s Gruzijom postavljenom uz rijeku Ghalizga. Godine 1864. Abhazija je ponovno označena kao 'vojni okrug Sukhum' (od 1883. okrug Sukhum, u okviru gubernije Kutaisi), koji je uključivao regiju Samurzakano zapadno od rijeke Ingur koja je do tada bila dio Kutaiskog guvernata i koja je bila osporavana između vladara Abhazije i Megrelije. Tijekom sljedećih desetljeća etnički sastav Abhazije se promijenio zbog priljeva gruzijskih i ruskih doseljenika.
Nakon ruske revolucije 1917. godine, narodi južnog Kavkaza proglasili su Transkavkasku demokratsku federativnu republiku (TDFR) 1918. godine i započeli mirovne pregovore s Osmanlijama.
U međuvremenu se Okrug Sukhum 9. studenoga 1917. proglasio poluautonomnim pod Vijećem naroda Abhazije. Početkom 1918. vijeće se susrelo s gruzijskim čelnicima, a dvije su strane donijele početni dogovor da će Abhazija činiti okrug Sukhum, uključujući Samurzakano (unatoč mingrelskoj većini), i protezati se duž obale Crnog mora sve do rijeke Mzymta. Boljševici su napali Abhaziju u travnju 1918., ali su sljedećeg mjeseca odbijeni.
U međuvremenu su unutarnja neslaganja u TDFR-u dovela do toga da je Gruzija napustila federaciju u svibnju 1918., a nedugo nakon toga uslijedili su Armenija i Azerbajdžan. Gruzijski i abhaški dužnosnici sastali su se u pokušaju postizanja dogovora, pri čemu je Gruzija nastojala uključiti Abhaziju u sastav Gruzije, ali kao autonomnu regiju, međutim mnogi su se abhazijski čelnici bojali da je Gruzija htjela "gruzificirati" regiju i izravno je pripojiti. Rusija je priznala neovisnost Gruzije 1920. Ugovorom iz Moskve. U međuvremenu su se sporovi između Abhaza i gruzijskih dužnosnika nastavili, međutim oni su postali nebitni kada je 1920. ruska Crvena armija napala Gruziju 1921.  Abhazija je postala Socijalistička sovjetska Republika Abhazija, s tim da će se kasnije pridružiti Gruzijskoj SSR prema „posebnom saveznom sporazumu“. Gruzija je kasnije uključena zajedno s Armenijom i Azerbajdžanom u Transkavkaski SFSR unutar SSSR-a. Gruzijska SSR rekonstituirana je 1936., uključivši Abhaziju kao degradiranu Abhašku autonomnu sovjetsku socijalističku republiku.
Napetosti između Abhazije i Gruzije bile su evidentne već krajem sedamdesetih, a obje su strane 1978. organizirale proteste navodne diskriminacije, što je izazvalo intervenciju Moskve.  Napetosti su jenjavale tijekom 1980 -ih, iako su potaknute u drugom dijelu desetljeća dolaskom perestrojke i glasnosti za vrijeme Mihaila Gorbačova, pri čemu su Abhazi tražili potpuni status SSR -a 1988. godine, a etnički neredi izbili su u Sukhumiju 1989.  Nakon toga su abhaški dužnosnici jednostrano proglasili to područje SSR-om. Nakon što je Gruzija proglasila neovisnost 1991., postignut je kompromis između gruzijskog predsjednika Zviada Gamsakhurdije i vodstva Abhazije, međutim Gamsakhurdia je svrgnut pučem 1992. godine i zamijenjen je strožijom nacionalističkom vladom pod Eduardom Shevardnadzeom. Abhazija je proglasila neovisnost u kolovozu 1992. i izbio je rat s Gruzijom.  Nakon žestokih borbi, abhaske snage potisnule su Gruzijce iz većeg dijela Abhazije (osim u klancu Kodori ), a u svibnju 1994. dogovoren je prekid vatre. Otprilike 8.000 ljudi s obje strane ubijeno je, a mnogi su postali izbjeglice, a većina Gruzijaca u Abhaziji je pobjegla ili je istjerana iz tog područja. Daljnji sukobi duž granice dogodili su se 1998., 2001. i 2006. godine, zajedno s brojnim drugim malim okršajima.
Napetosti su porasle nakon izbora Mihaila Sakašvilija za predsjednika Gruzije 2004. godine, pri čemu se Sakašvili obećao vratiti gruzijsku kontrolu nad odcijepljenim regijama Abhazijom, Ajarom i Južnom Osetijom. 2008. godine Gruzija je pokušala povratiti nadzor nad Južnom Osetijom, što je izazvalo rat s Rusijom. Abhaške snage, uz potporu Rusije, iskoristile su ovu priliku da Gruziju istjeraju iz Kodijskog klanca, čime su stekle punu kontrolu nad svim teritorijima bivše Abhaške ASSR. Nakon rata Rusija je priznala neovisnost i Južne Osetije i Abhazije. Abhaško-gruzijsku granicu trenutno čuvaju ruska i abhazijska vojska, a ojačana je od rata, s bodljikavom žicom, kontrolnim tornjevima i drugom infrastrukturom za kontrolu granice.

## Granični prijelazi
Postoji samo jedan legalni prijelaz, na mostu preko rijeke Enguri između Galija (Abhazija) i Zugdidija (Samegrelo, Gruzija).

### Citirani radovi
- Saparov, Arsène. 2014. From Conflict to Autonomy in the Caucasus: The Soviet Union and the Making of Abkhazia, South Ossetia and Nagorno Karabakh. Routledge